# Feel Good
Feel Good (englisch etwa „gut fühlen“) ist ein Lied des deutschen DJs Felix Jaehn, in Kooperation mit dem niederländischen DJ und Musikproduzenten Mike Williams. Das Stück ist die achte Singleauskopplung aus seinem Debütalbum I.

## Entstehung und Artwork
Geschrieben wurde das Lied gemeinsam von Andrew Bullimore, Nick Gale, Felix Jaehn und Mike Willemsen (Mike Williams). Letztere beiden waren auch für die Produktion sowie die Abmischung verantwortlich; in Zusammenarbeit mit dem deutschen Liedtexter und Musikproduzenten Michael Geldreich programmierten sie das Stück ebenfalls. Geldreich stand den beiden auch als Koproduzent zur Seite. Das Mastering erfolgte unter der Leitung des österreichischen Tontechnikers Nikodem Milewski. Die Single wurde unter den Musiklabels Polydor/Island, Spinnin’ Records sowie Virgin Records veröffentlicht, durch Duende Songs, MusicAllStars, Sony/ATV Music Publishing, Stellar Songs und Warner/Chappell verlegt und durch Universal Music Publishing vertrieben.
Auf dem Cover der Maxi-Single befindet sich lediglich die Aufschrift der Künstlernamen und des Liedtitels, in schwarzer Schrift vor einem weißen Hintergrund. In der Mitte befindet sich ein senkrechter, pinkfarbener Streifen. An dessen unterem Ende ist inmitten des Streifens ein weißes „I“ eingebettet, diese steht für Jaehns gleichnamiges Debütalbum. Das gleiche Artwork-Konzept findet sich auf dem Cover des Debütalbums sowie einiger weitere Singleauskopplungen wieder. Ein alternatives Cover beinhaltet einen schwarzen anstatt pinken Streifen. Die unter Spinnin’ Records veröffentlichten Singles beinhalten zusätzlich das Unternehmenslogo in der linken oberen Ecke.

## Veröffentlichung und Promotion

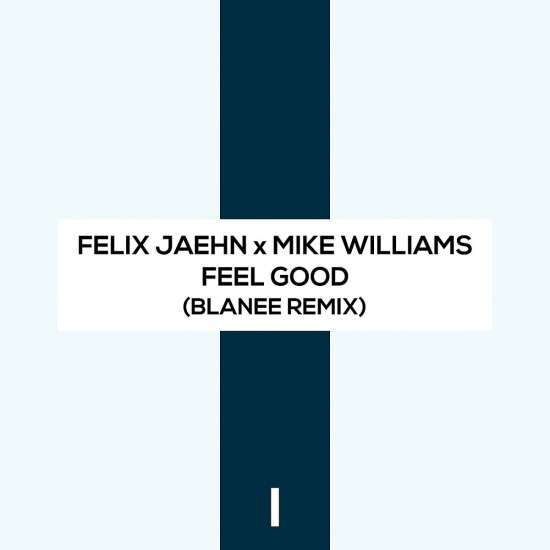
„Feel Good (Blanee Remix)“

Die Erstveröffentlichung von Feel Good erfolgte europaweit als Download am 4. August 2017. Die Single erschien als Einzeldownload und als 2-Track-Single. Die 2-Track-Single beinhaltet neben der Singleversion einen „Extended Mix“ als B-Seite. Am 22. Dezember 2017 erschien eine weitere 2-Track-Single zu Feel Good als Download. Diese beinhaltet zwei Remixversion des Liedes vom italienischen Musikproduzenten Blaneee.
Das Stück feierte im Juli 2017 auf dem Parookaville seine Premiere und wurde auf diversen Social-Media-Kanälen unter der Überschrift „This one is for the clubs!“ (englisch etwa „Dieses hier ist für die Clubs!“) beworben.

## Inhalt
Der Liedtext zu Feel Good ist in englischer Sprache verfasst. Die Musik und der Text wurden gemeinsam von Andrew Bullimore, Nick Gale, Felix Jaehn und Mike Williams geschrieben. Musikalisch bewegt sich das Lied im Bereich des Progressive- und Tropical House. Das Tempo beträgt 126 Beats per minute. Das Stück besteht lediglich aus einer sich wiederholenden, vierzeiligen Strophe, die sich aus zwei Paarreimen zusammensetzt sowie einem Refrain zwischen und nach den Strophen. Der Refrain setzt sich überwiegend aus der Aussage „You make me feel good“ (englisch etwa „Du lässt mich gut fühlen“) zusammen. Der Hauptgesang des Liedes stammt alleine von Tim Schou, dem Frontmann der dänischen Indieband A Friend in London; Jaehn und Williams wirken lediglich als Produzenten mit. Des Weiteren ist Michael Geldreich am Keyboard zu hören.
| “Hold me like you want to. Tell me what you’re into. Let me take you back to old school. Baby let me show you …” – 1. Strophe, Originalauszug | „Halte mich wie du willst. Sag mir, was du willst. Lass mich dich zur alten Schule zurückbringen. Baby, lass mich dir zeigen …“ – 1. Strophe, Übersetzung |

## Musikvideo
Das Musikvideo zu Feel Good feierte am 17. August 2017 auf YouTube seine Premiere. Zu sehen sind hauptsächlich Zusammenschnitte aus verschiedenen Festivalauftritten Jaehns sowie dessen Ruhepausen am Strand. Unter anderem zeigt das Video Szenen vom Parookaville, dem Radio Argovia Fäscht, dem Sputnik Springbreak und dem Tomorrowland. Zu Beginn des Videos ist Jaehn auf dem Gipfel eines Felshanges zu sehen, ehe die Festivalaufnahmen folgen. Inmitten des Videos sieht man eine kurze Szene von Jaehn, der an einem Strand ins Wasser geht und mit einem Fußball spielt. Am Ende des Videos taucht Mike Williams kurz bei einem Fotoshooting und während eines gemeinsamen Auftritts beim Parookaville mit Jaehn auf. Die Gesamtlänge des Videos beträgt 2:45 Minuten. Regie führte wie schon bei Cut the Cord und Book of Love erneut Niklas Duncker. Bis Februar 2025 zählte das Musikvideo über 2,2 Millionen Aufrufe bei YouTube.

## Mitwirkende
| Liedproduktion - Andrew Bullimore: Komponist, Liedtexter - Nick Gale: Komponist, Liedtexter - Michael Geldreich: Keyboard, Koproduzent, Programmierung - Felix Jaehn: Abmischung, DJ, Komponist, Liedtexter, Musikproduzent, Programmierung - Nikodem Milewski: Mastering - Tim Schou: Gesang - Mike Willemsen/Mike Williams: Abmischung, DJ, Komponist, Liedtexter, Musikproduzent, Programmierung Artwork (Musikvideo) - Niklas Duncker: Filmeditor, Regisseur | Unternehmen - Duende Songs: Verlag - MusicAllStars: Verlag - Polydor/Island: Musiklabel - Sony/ATV Music Publishing: Verlag - Spinnin’ Records: Musiklabel - Stellar Songs: Verlag - Universal Music Publishing: Vertrieb - Virgin Records: Musiklabel - Warner/Chappell: Verlag |

## Rezensionen
Die deutsche Radiostation MDR Jump beschrieb Feel Good als einen „richtig Club-Hit“, der einen direkt an Partynächte auf Ibiza denken lassen würde.
Farrell Sweeney von dem englischsprachigen Musik-Portal dancingastronaut.com bewertete das Stück positiv. Feel Good verbinde das Beste aus Progressive- und Tropical House mit den Gesang, der zu einem optimistischen „Drop“ führt. Das Lied habe sowohl Festivalpotenzial, als auch Radiopotenzial. Es sei gleichermaßen ein Hit für Progressive- und Tropical-House-Liebhaber.
Der deutsche Radiosender bigFM beschrieb Feel Good als „absoluten Gute-Laune-Song“ der perfekt für den Spätsommer sei.
2018 kürte Kat Bein vom Billboard-Magazin Feel Good zu einem der 20 Besten „Poolside Songs“ für den Sommer.

## Kommerzieller Erfolg

### Chartplatzierungen
Feel Good erreichte in Deutschland Rang 72 der Singlecharts und konnte sich elf Wochen in den Charts platzieren. Des Weiteren platzierte sich die Single 15 Wochen in den deutschen Dancecharts und erreichte mit Rang 13 seine höchste Notierung. In Österreich erreichte die Single in vier Chartwochen mit Rang 66 seine höchste Chartnotierung.
Für Jaehn als Interpret ist dies, inklusive des Charterfolgs mit seinem Musikprojekt Eff, der neunte Charterfolg in Deutschland, sowie sein achter in Österreich. Als Musikproduzent ist es sein achter Charterfolg in Deutschland sowie sein siebter in Österreich. Als Autor ist Feel Good Jaehns siebter Charterfolg in Deutschland sowie der sechster in Österreich. Bullimore erreichte als Autor zum dritten Mal nach No Money (Galantis) und Skyline (MÖWE) die österreichischen Singlecharts sowie nach No Money zum zweiten Mal die Charts in Deutschland. Für Gale ist es der sechste Charterfolg als Autor in Österreich sowie nach No Money und Be the One (Dua Lipa) der dritte in Deutschland. Williams erreichte in allen seinen Funktionen mit Feel Good erstmals die Charts.
| ChartsChartplatzierungen | Höchstplatzierung | Wochen |
| ------------------------ | ----------------- | ------ |
| Deutschland (GfK)        | 72 (11 Wo.)       | 11     |
| Österreich (Ö3)          | 66 (4 Wo.)        | 4      |

### Auszeichnungen für Musikverkäufe
Im Januar 2019 wurde Feel Good in Deutschland mit einer Goldenen Schallplatte für über 200.000 verkaufte Einheiten ausgezeichnet. Im August 2022 erreichte die Single ebenfalls Goldstatus in Kanada sowie in Österreich im Juni 2023. Feel Good erhielt somit weltweit drei Goldene Schallplatten und verkaufte sich laut Schallplattenauszeichnungen über 255.000 Mal.
| Land/Region        | Auszeichnungen für Musikverkäufe (Land/Region, Auszeichnung, Verkäufe) | Verkäufe |
| ------------------ | ---------------------------------------------------------------------- | -------- |
| Deutschland (BVMI) | Gold                                                                   | 200.000  |
| Kanada (MC)        | Gold                                                                   | 40.000   |
| Österreich (IFPI)  | Gold                                                                   | 15.000   |
| Insgesamt          | 3× Gold ·                                                              | 255.000  |